# 浦太郎
浦 太郎（うら たろう、1920年〈大正9年〉7月22日 - 2017年4月）は、日本の数学者。

## 人物
東京府（現・東京都）出身。
はじめは天文学者を志し萩原雄祐のもとで天文学を学んだが、その後数学に転向し福原満洲雄に師事した。力学系の関数解析の分野で先駆的な業績がある。
1951年9月に戦後第2回フランス政府給付留学生として渡仏したが、マルセイユ港に到着した際、当時マルセイユに滞在していた建築家の吉阪隆正が出迎え、パリに移ってから親交を深めた。帰国後に浦は吉阪に自邸の設計を依頼。1956年に完成した浦邸は、今日吉阪の代表作の1つとして評価されている。
長男浦環は、工学者で東京大学生産技術研究所教授。

## 略歴
- 1943年 - 東京帝国大学理学部天文学科卒業。
- 1945年 - 東京帝国大学助手　理学部天文学科。
- 1951年 - 神戸大学理学部助教授。9月、フランスに留学。
- 1956年 - 理学博士（東京大学）。
- 1957年 - 神戸大学教授。
- 1962年 - アメリカ合衆国RIAS研究所員。
- 1966年 - ケース・ウェスタン・リザーブ大学客員教授。
- 1975年 - 理学部長。
- 1979年 - ストラスブール大学客員教授。
- 1984年 - 定年退官。神戸大学名誉教授。
- 1984年 - 神戸学院大学教授。
- 1994年 - 神戸学院大学定年退職。

## 著書
- 『ポアンカレ常微分方程式』（共立出版　現代の数学系譜　1970年）